# Tartane (chariot)

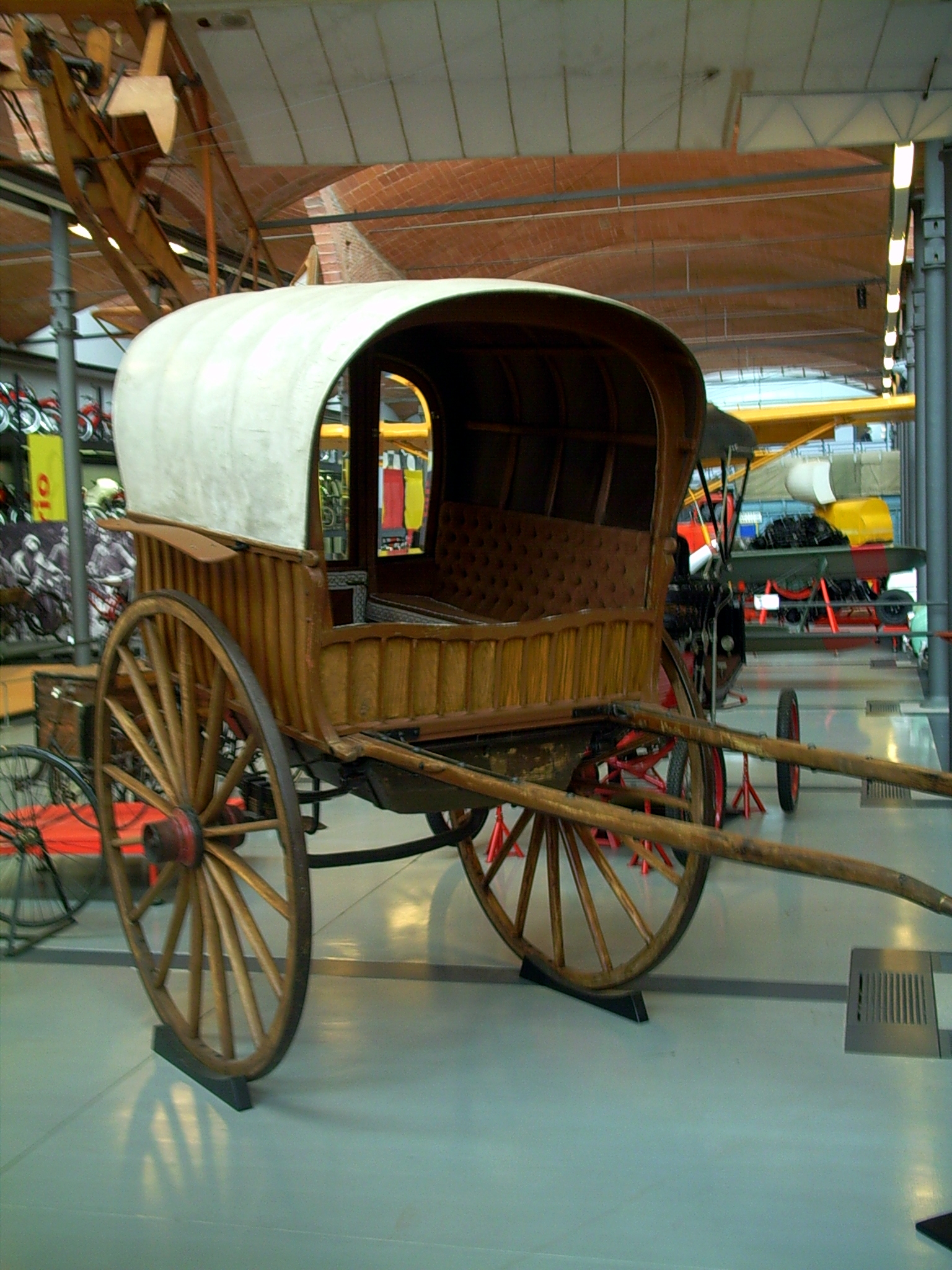
Tartane

Pour les articles homonymes, voir Tartane.
La tartane  est un type de chariot à deux roues, généralement tiré par un cheval.

## Description
La tartane des pays catalans est un chariot à deux roues recouvert d'une bâche fixée sur des arceaux que l'on rencontrait des deux côtés des Pyrénées. Souvent employée là où les diligences n'ont pas accès, elle est réputée pour son inconfort, à la fois du fait du surnombre habituel des passagers et des mauvaises odeurs liées aux paillasses rarement changées. Les tartanes sont encore utilisées couramment dans les Pyrénées-Orientales jusque dans la première moitié du XIXe siècle, voire plus tard là où les routes restent embryonnaires,.

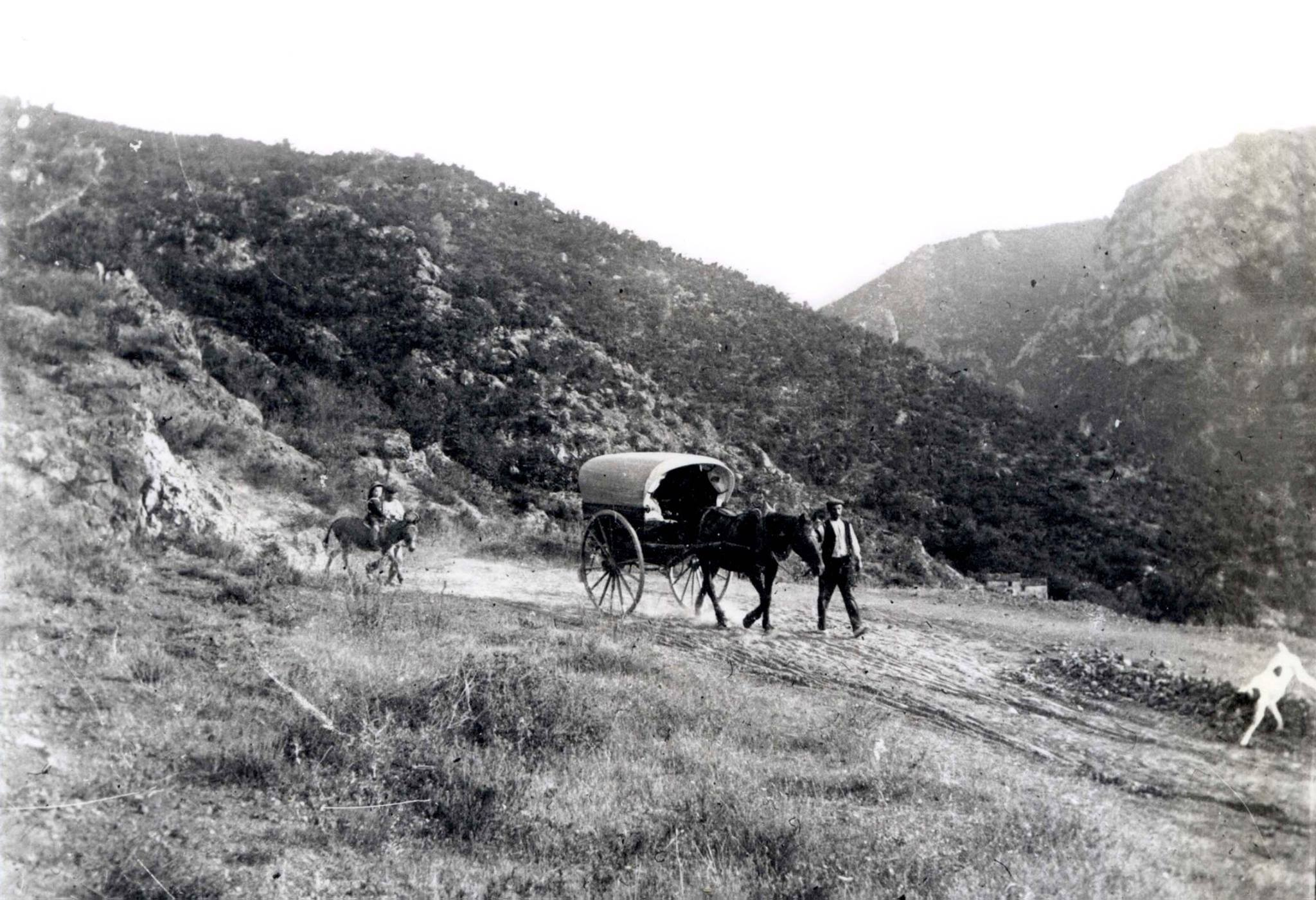
Une tartane dans les Pyrénées-Orientales photographiée par Louis Companyo